# ماينارد سونتاج
ماينارد سونتاج هو سياسي كندي، ولد في 31 يناير 1956. حزبياً، نشط في Saskatchewan New Democratic Party ‏. وقد انتخب عضو المجلس التشريعي من ساسكاتشوان.